# Palau Treves de Bonfili
El Palau Treves de Bonfili, de vegades també conegut com a Palau Barozzi Emo Treves de Bonfili, és un edifici arquitectònic venecià situat al districte de San Marco i amb vistes al Gran Canal on es creua amb el Rio di San Moisè, davant de la Punta della Dogana.

## Història

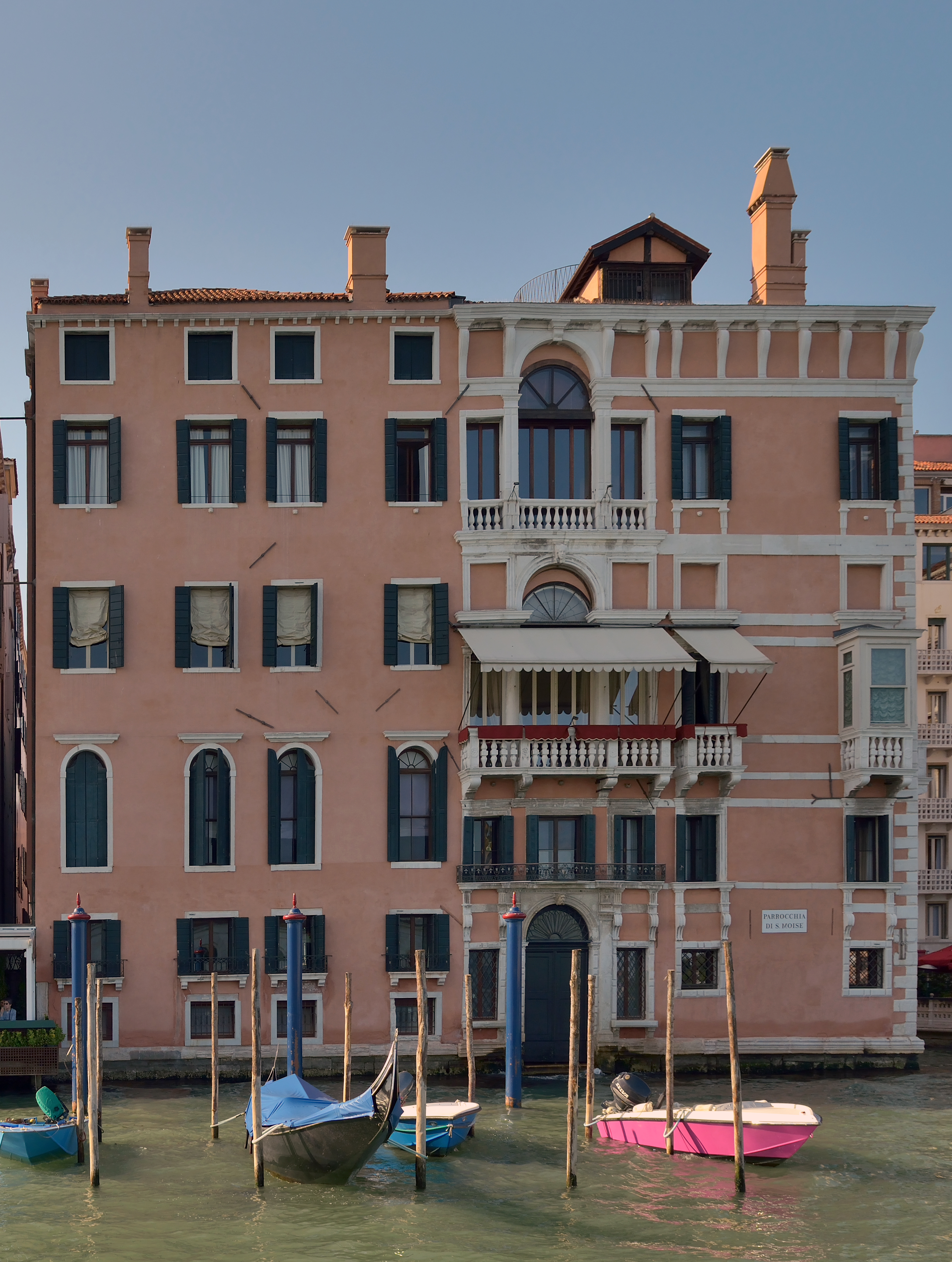
Palau Barozzi Emo Treves de Bonfili al Gran Canal, Venècia

El palau està situat en una posició estratègica per al comerç marítim: l'estret Rio di San Moisè, que domina i permet un accés ràpid a Rialto, ja que aviat es transforma en el Rio San Luca i desemboca a prop del Palau Grimani
Davant d'aquesta premissa, no és estrany que ja al segle XII la família Barozzi hi hagués construït un palau emmerletat, enriquit per una loggia, un pòrtic i dues grans torres quadrades. Al segle XVIII l'edifici anterior va ser sotmès a importants reformes, que però es van interrompre amb el traspàs de la propietat a la noble família Emo.
El 1827 tot el complex va ser adquirit pels banquers de la família Treves, els barons de Bonfili: es van dedicar a enriquir les estances interiors, sense alterar ni la façana inacabada ni el pla, transformant així l'edifici en el millor exemple de neoclassicisme present a la ciutat. En particular, les obres van ser seguides amb interès per Jacopo Treves, també conegut com a mecenes: va col·locar al palau obres d'Angelo Pizzi, Giuseppe Borsato, Giovanni Demin, Sebastiano Santi, Francesco Hayez, Michelangelo Grigoletti, Antonio Bosa i altres. També aquell any es van comprar dues estàtues d'Antonio Canova: Hèctor i Àiax, que es van col·locar en un espai especial en forma d'absis amb vistes a la principal via navegable de la ciutat.
L'edifici, amb la pintura en condicions precàries, apareix ara renovat per fora i caracteritzat per un color rosat.

## Arquitectura

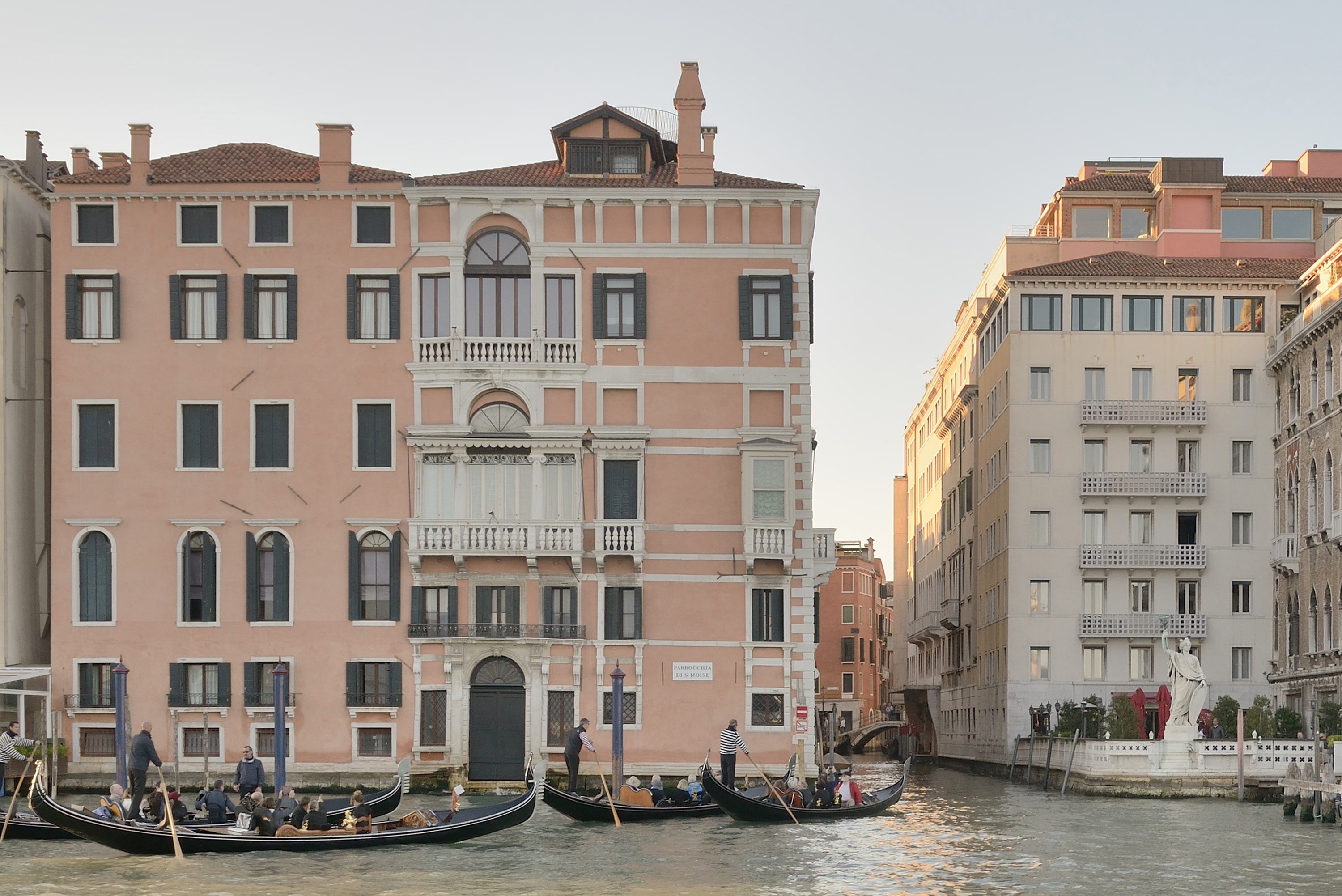
El palau després de la restauració

L'arquitecte que va supervisar la restauració del segle XVII, Bartolomeo Manopola, va decidir que la façana que donava al Rio di San Moisè fos la principal, en detriment de la que donava al Gran Canal, que de fet apareix asimètrica.
La façana del Gran Canal apareix clarament dividida en dos sectors: el més senzill de l'esquerra és un vestigi de l'edifici original, mentre que el de la dreta, caracteritzat per dues imponents finestres serlianes i un grandiós portal d'aigua, és un magnífic exemple d'arquitectura renaixentista.
La façana del Rio di San Moisè és molt més gran: extraordinàriament desenvolupada tant en alçada com en longitud, sembla desproporcionada a la mida de l'espai que domina. Sembla ser l'emblema d'un jove estil barroc, encara caracteritzat per importants elements renaixentistes com l'ús de la serliana. Cada pis té quinze finestres: sovint disposades per parelles, troben el seu eix de simetria en el portal monumental. Alguns dels nombrosos forats s'han fet cecs.
El palau té un mirador situat a la teulada.